# 사카에마치역 (삿포로시)
사카에마치역(일본어: 栄町駅)은 일본 홋카이도 삿포로시 히가시구에 위치한 삿포로 시영 지하철의 역이다. 도호 선의 기점이다.

## 역 구조
1면 2선의 섬식 승강장이다. 남쪽에는 두 건늠선 전철기, 북쪽에는 8량 편성을 2편성 유치할 수 있는 유치선을 3개 외, 가장 동쪽에 있는 철길은 차량 고장 등 니시 차량기지로 회송할 수 없는 경우를 대비하여 검사 피트와 타이어 교환 설비를 갖는 "사카에마치 검차선"이다.
출구는 총 4곳이 있고 지상으로 연결되는 엘리베이터는 2번 출입구에 설치되어 있다.
1992년, 역 구내에 "메트로 문고"가 설치되어 책을 대여하거나 기증할 수 있게 되었다. 이 "메트로 문고"는 삿포로 시영 지하철에서는 최초로 설치되었다.

### 타는 곳
| 1 | 도호 선 | 삿포로・오도리・후쿠즈미 방면 | (주로 승차용) |
| 2 | 도호 선 | 삿포로・오도리・후쿠즈미 방면 | (주로 하차용) |

## 이용 현황
삿포로 시 교통국의 조사에 따르면 2015년도 1일 평균 승차 인원은 8,327명이다.
최근 1일 평균 승차 인원의 추이는 다음과 같다.
| 연도 | 1일 평균 승차 인원 |
| ---- | ------------------ |
| 2003 | 6,779              |
| 2004 | 6,872              |
| 2005 | 7,033              |
| 2006 | 7,176              |
| 2007 | 7,156              |
| 2008 | 7,194              |
| 2009 | 7,117              |
| 2010 | 7,287              |
| 2011 | 7,336              |
| 2012 | 7,618              |
| 2013 | 7,939              |
| 2014 | 8,218              |
| 2015 | 8,327              |

## 역 주변
- 히가시 경찰서 사카에히가시 파출소
- 삿포로 기타43조 우체국
- 호쿠요 은행 사카에마치 지점
- 홋카이도 은행 사카에마치 지점
- 육상자위대 오카다마 주둔지
- 오카다마 공항
- 히노마루 공원
- 삿포로 시립 사카에 초등학교

## 역사
- 1988년 12월 2일: 사카에마치 ~ 호스이스스키노 역간 개통에 따라 영업 개시.
- 2016년 8월 13일: 스크린도어 사용 개시.

## 사진

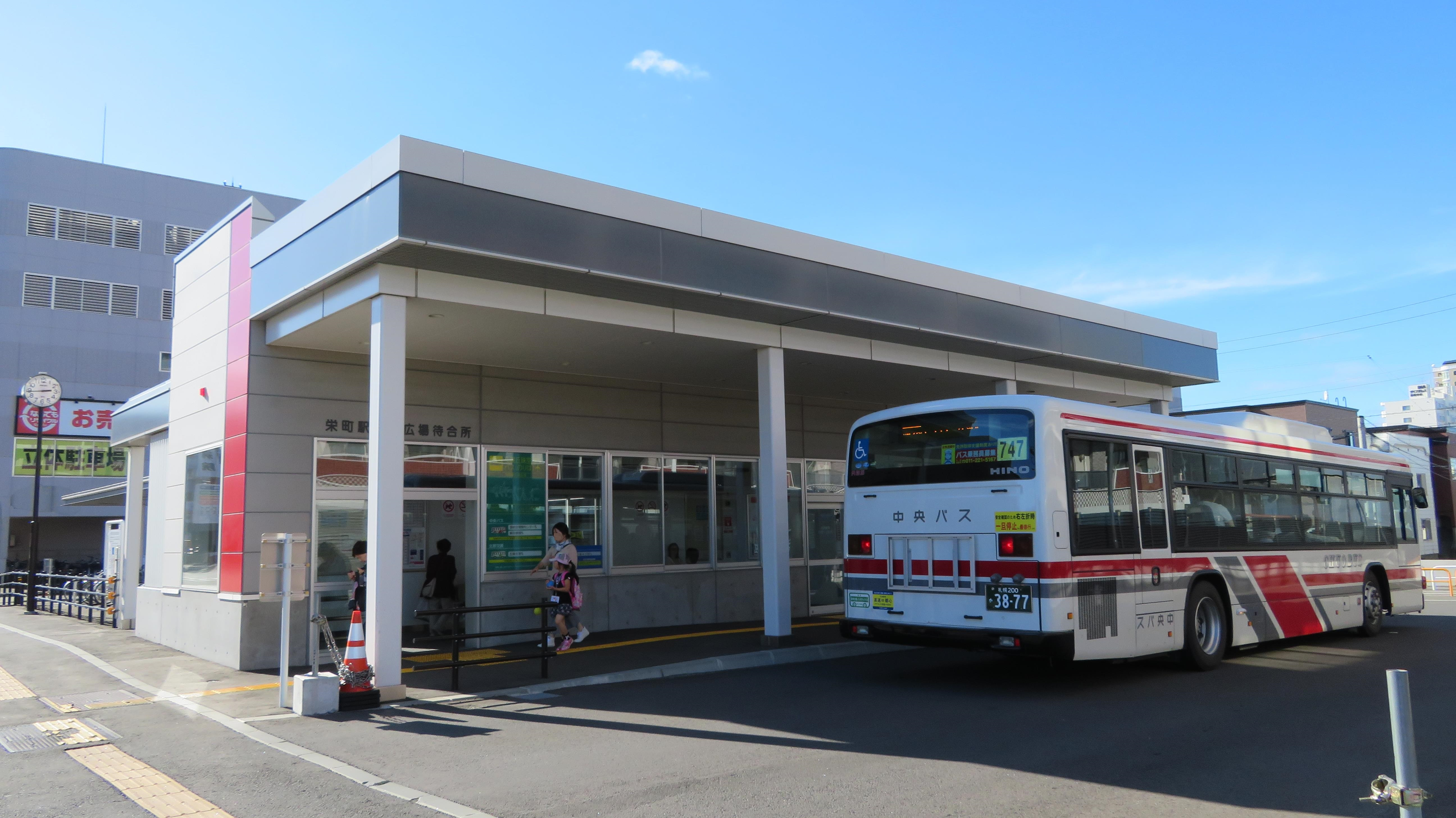
사카에마치 역 교통 광장
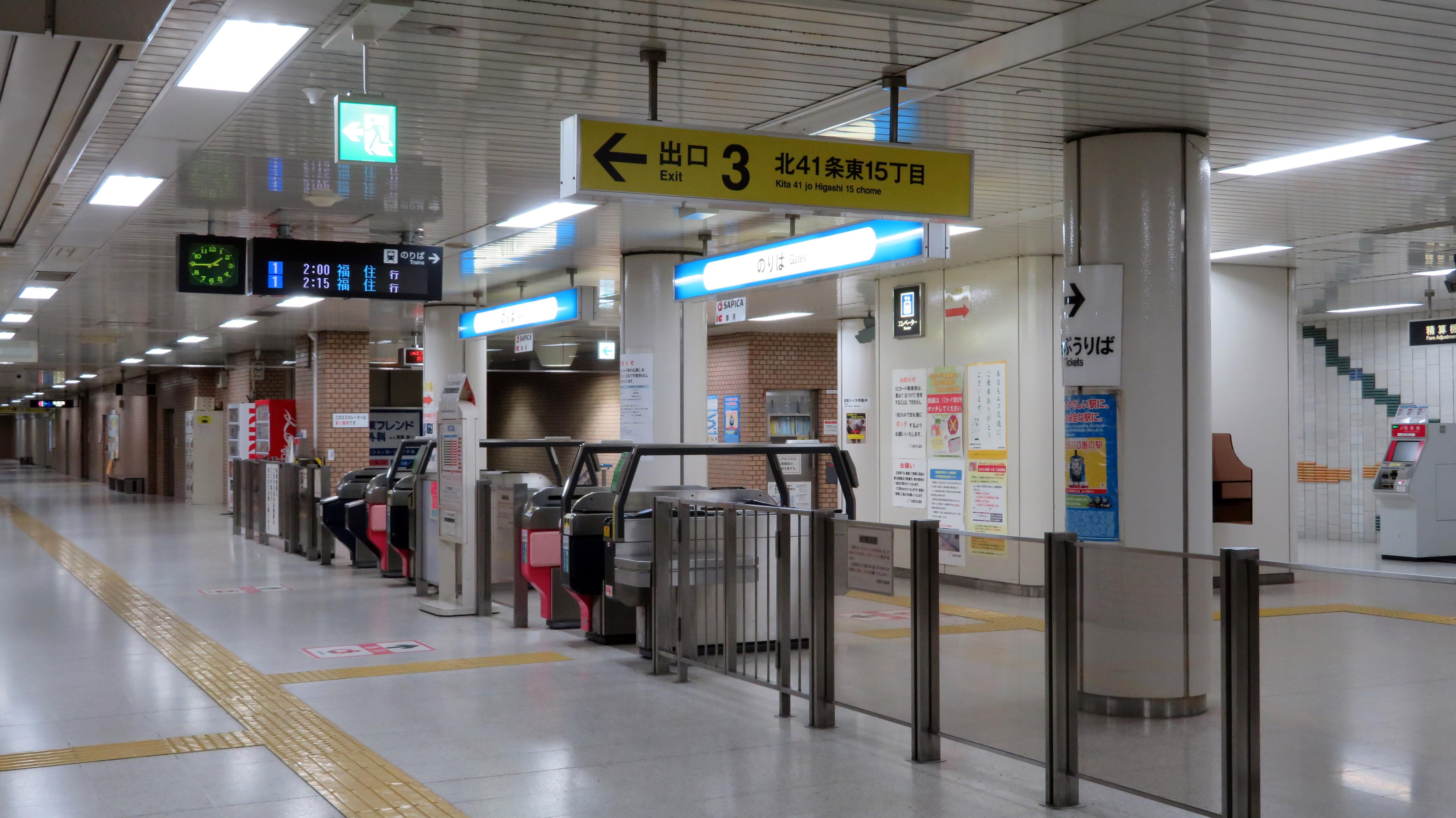
개찰구

## 인접역
| 삿포로 시 교통국 지하철 도호 선 | 삿포로 시 교통국 지하철 도호 선 | 삿포로 시 교통국 지하철 도호 선 |
| ------------------------------- | ------------------------------- | ------------------------------- |
| 시·종착역                       | ● 도호 선                       | H02 신도히가시 후쿠즈미 방면    |